# دبي
دبي هي المدينة الأكثر اكتظاظاً بالسكان في الإمارات العربية المتحدة. وهي تقع على الساحل الجنوبي الشرقي للخليج العربي وهي واحدة من الإمارات السبع التي تشكل الدولة. أبوظبي ودبي هما الإماراتان الوحيدتان اللاتي لديهما حق النقض على القضايا الحساسة ذات الأهمية الوطنية في الهيئة التشريعية للبلاد. وتقع مدينة دبي على الساحل الشمالي للإمارة وترأس المنطقة الحضرية دبي-الشارقة - عجمان. وفي 1 أكتوبر 2021، شهدت دبي افتتاح معرض إكسبو الدولي 2020 بعد عام من تأجيله بسبب جائحة كوفيد-19.
وقد برزت دبي كمدينة عالمية ومركز للأعمال التجارية في الشرق الأوسط. وتم اختيارها عاصمة للإعلام العربي للعام 2020. وفي 4 يونيو 2024 تصدّرت دبي مؤشر الاستثمار الأجنبي المباشر في الصناعات الثقافية والإبداعية لعام 2023، وذلك وفقاً لتقرير "إف دي آي ماركتس" الصادر عن فايننشال تايمز، ولتصنيف بيانات "مجموعة الصناعات الإبداعية" التابع للتقرير ذاته.
دبي مأهولة بالسكان منذ أقدم من سنة 1580م أي 900 هـ حيث ذكرها البرتغالي جاسبارو بالبي من مدن الساحل بلفظ Dibei أي دبي وهذا يعني أن الإمارة موجودة قديمًا قبل نزوح 1833 مما يعني أن الانتقال كان بمنطقة مسكونة بالسكان ورائدة بالأعمال والتجارة .

## التاريخ

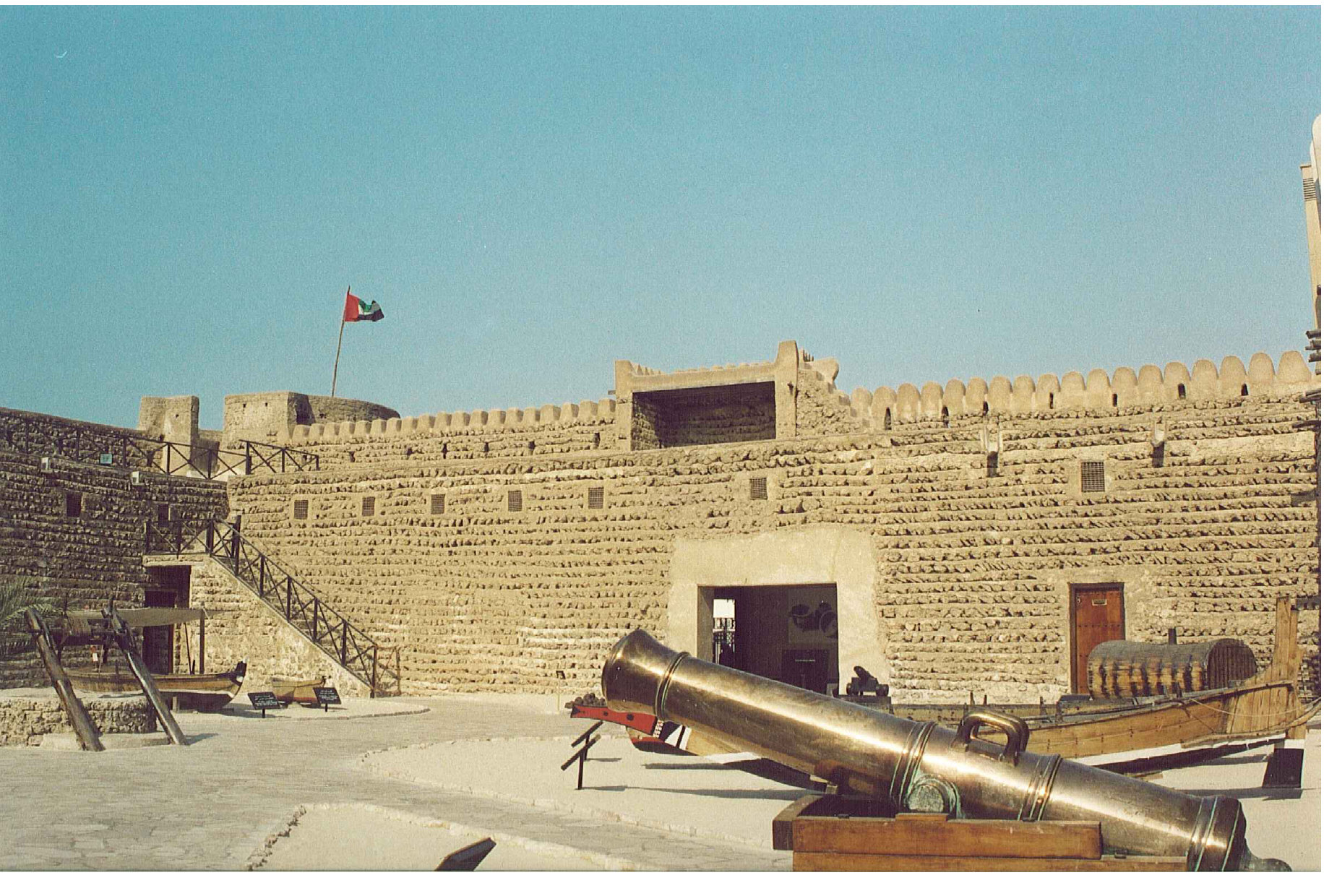
قلعة الفهيدي وتعتبر أقدم بناء في دبي والتي بنيت عام 1799 وهي جناح جديد من متحف دبي

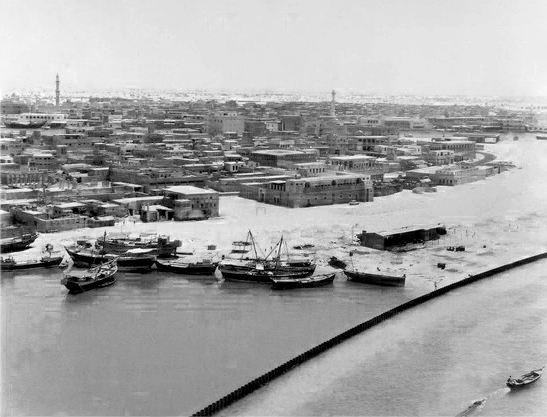
مديرية الراس في ديرة أعوام الستينات

يمكن القول إن تأسيس دبي يعود إلى عقد الثلاثينيات من القرن التاسع عشر (تحديداً في عام 1833) عندما استقر حوالي 800 شخص ينتمون إلى قبيلة بني ياس بقيادة آل مكتوم عند منطقة الخور. وكان الخور وقتئذ يشكل ميناءً طبيعياً للمنطقة، مما أدى لاحقاً إلى بروز دبي كمركز لصيد الأسماك واللؤلؤ والتجارة.
مع بداية القرن العشرين كانت دبي عبارة عن ميناء معروف، وبلغ إجمالي عدد سكان دبي حوالي 20,000 نسمة، وشكل المقيمون نسبة الربع منهم، وبعد اكتشاف النفط في عام 1966، عمل الشيخ راشد بن سعيد آل مكتوم على استثمار واردات النفط في تطوير البنية التحتية لدبي. فبنى المدارس والمستشفيات وشق الطرق. وأرسى في تلك الفترة دعائم شبكة اتصالات ومواصلات حديثة، وتم في عهده تشييد مبنى ومرفأ حديثين في مطار دبي الدولي وجرى تطوير مدرج الهبوط ليستوعب أنواع الطائرات كافة.
يعتبر وجود إمارة دبي قديم جدا يرجع إلى ما قبل سنة 1580م أي 900 هـ فقد ذكرها الرحالة البرتغالي جاسبارو بالبي باسم Dibei من ضمن الموانئ في الخليج العربي أي ما يقرب من 500 سنه كما ذكر الإمارات الأخرى المجاورة .

## الجغرافيا والسكان
تتوضع دبي على ساحل شبه الجزيرة العربية الشرقي، في الجهة الجنوبية الغربية من الخليج العربي وبامتداد حوالي 72كم ، على ارتفاع 16 متر عن مستوى سطح البحر تقريباً. وتشترك إمارة دبي في الحدود مع أبوظبي في الجنوب، و الشارقة في الشمال الشرقي، وسلطنة عمان في الجنوب الشرقي. يتبعها منطقة تسمى حتا وهي جيب صغير تابع للإمارة، كل من عمان وعجمان (في الغرب) ورأس الخيمة (في الشمال) من ثلاث جهات. ويحد الخليج العربي الساحل الغربي للإمارة، والنسبة إلى دبي، هي دُبَويّ.
يقسم خور دبي (خليج مائي) مدينة دبي إلى منطقتين. الأولى وهي المنطقة الجنوبية تسمى بَر دبي والثانية تسمى ديرة وهي المنطقة الشمالية.

### المناخ
تتميز دبي بمناخ حار جدا. وفصل الصيف في دبي حار للغاية، والرياح مشبعة بالرطوبة، مع ارتفاع متوسط درجات الحرارة نهارا إلى 40 درجة (104 درجة فهرنهايت) وتهبط ليلا إلى حوالي 30 درجة مئوية (86 درجة فهرنهايت). ومعظم الأيام مشمسة على مدار العام. وفيها الشتاء دافئ مع متوسط درجات الحرارة 24 درجة مئوية (73 درجة فهرنهايت) نهارا، و14 درجة مئوية (57 درجة فهرنهايت) ليلا. ومع ذلك، قد تزايدت في العقود القليلة الماضية نسبة هطول الأمطار المتراكمة لتصل إلى 150 ملم (5.91 انش) في السنة.

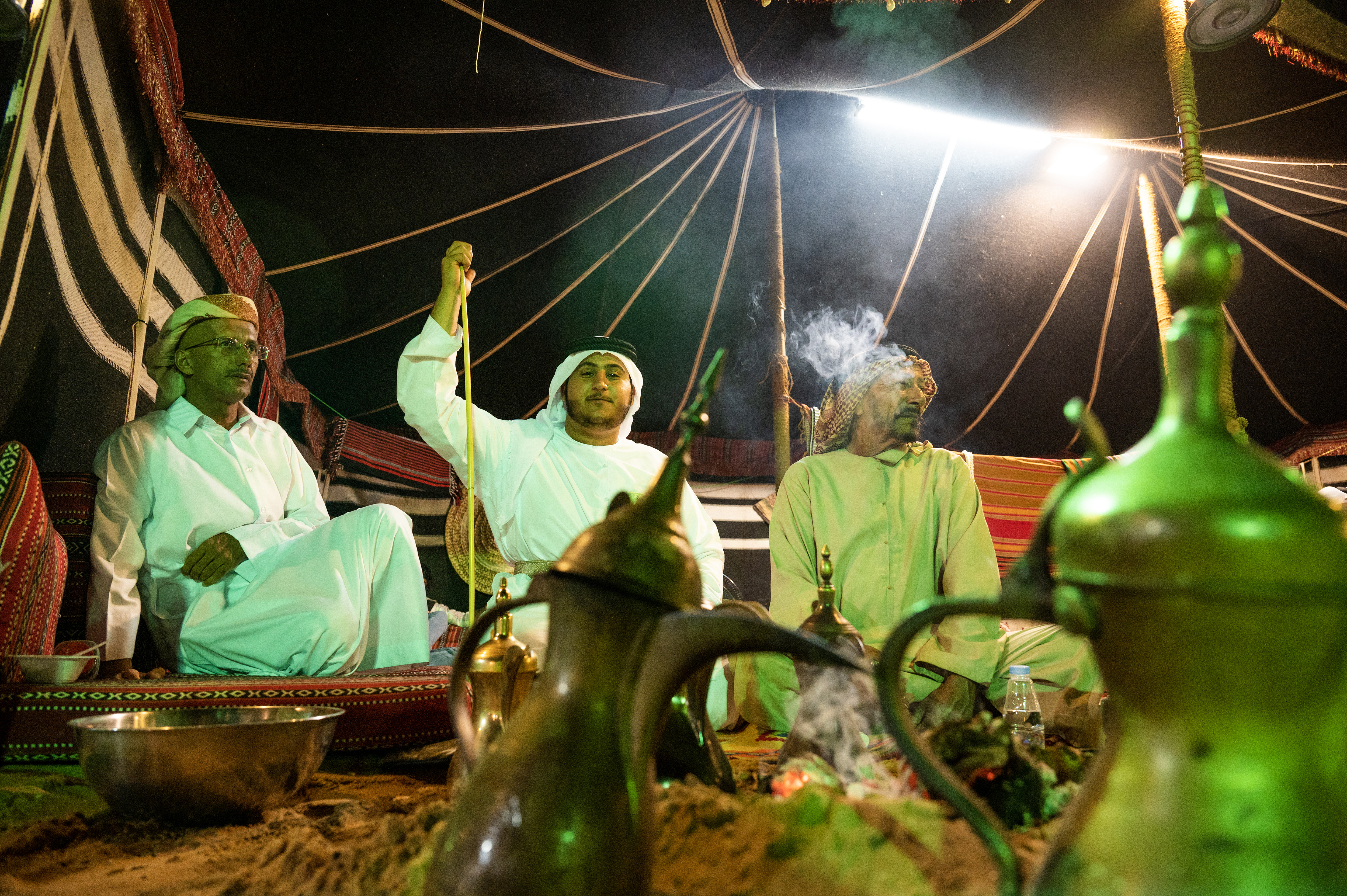
سكان عرب اماراتيون

| البيانات المناخية لـدبي                                               | البيانات المناخية لـدبي | البيانات المناخية لـدبي | البيانات المناخية لـدبي | البيانات المناخية لـدبي | البيانات المناخية لـدبي | البيانات المناخية لـدبي | البيانات المناخية لـدبي | البيانات المناخية لـدبي | البيانات المناخية لـدبي | البيانات المناخية لـدبي | البيانات المناخية لـدبي | البيانات المناخية لـدبي | البيانات المناخية لـدبي |
| الشهر                                                                 | يناير                   | فبراير                  | مارس                    | أبريل                   | مايو                    | يونيو                   | يوليو                   | أغسطس                   | سبتمبر                  | أكتوبر                  | نوفمبر                  | ديسمبر                  | المعدل السنوي           |
| --------------------------------------------------------------------- | ----------------------- | ----------------------- | ----------------------- | ----------------------- | ----------------------- | ----------------------- | ----------------------- | ----------------------- | ----------------------- | ----------------------- | ----------------------- | ----------------------- | ----------------------- |
| الدرجة القصوى °م (°ف)                                                 | 31.6 (88.9)             | 37.5 (99.5)             | 41.3 (106.3)            | 43.5 (110.3)            | 47.0 (116.6)            | 46.7 (116.1)            | 49.0 (120.2)            | 48.7 (119.7)            | 45.1 (113.2)            | 42.0 (107.6)            | 41.0 (105.8)            | 35.5 (95.9)             | 49.0 (120.2)            |
| متوسط درجة الحرارة الكبرى °م (°ف)                                     | 24.0 (75.2)             | 25.4 (77.7)             | 28.2 (82.8)             | 32.9 (91.2)             | 37.6 (99.7)             | 39.5 (103.1)            | 40.8 (105.4)            | 41.3 (106.3)            | 36.9 (98.4)             | 35.4 (95.7)             | 30.5 (86.9)             | 26.2 (79.2)             | 33.4 (92.1)             |
| متوسط درجة الحرارة الصغرى °م (°ف)                                     | 14.3 (57.7)             | 15.4 (59.7)             | 17.6 (63.7)             | 20.8 (69.4)             | 24.6 (76.3)             | 27.2 (81.0)             | 29.9 (85.8)             | 30.2 (86.4)             | 27.5 (81.5)             | 23.9 (75.0)             | 19.9 (67.8)             | 16.3 (61.3)             | 22.3 (72.1)             |
| أدنى درجة حرارة °م (°ف)                                               | 6.1 (43.0)              | 6.9 (44.4)              | 9.0 (48.2)              | 13.4 (56.1)             | 15.1 (59.2)             | 18.2 (64.8)             | 20.4 (68.7)             | 23.1 (73.6)             | 16.5 (61.7)             | 15.0 (59.0)             | 11.8 (53.2)             | 8.2 (46.8)              | 6.1 (43.0)              |
| الهطول مم (إنش)                                                       | 18.8 (0.74)             | 25.0 (0.98)             | 22.1 (0.87)             | 7.2 (0.28)              | 0.4 (0.02)              | 0.1 (0.00)              | 0.8 (0.03)              | 0.1 (0.00)              | 0.4 (0.02)              | 1.1 (0.04)              | 2.7 (0.11)              | 16.2 (0.64)             | 94.9 (3.73)             |
| متوسط أيام هطول الأمطار                                               | 5.4                     | 4.7                     | 5.8                     | 2.6                     | 0.3                     | 0.1                     | 0.5                     | 0.5                     | 0.1                     | 0.2                     | 1.3                     | 3.8                     | 25.3                    |
| متوسط الرطوبة النسبية (%)                                             | 65                      | 65                      | 63                      | 55                      | 53                      | 58                      | 56                      | 57                      | 60                      | 60                      | 61                      | 64                      | 60                      |
| ساعات سطوع الشمس الشهرية                                              | 254.2                   | 229.6                   | 254.2                   | 294.0                   | 344.1                   | 342.0                   | 322.4                   | 316.2                   | 309.0                   | 303.8                   | 285.0                   | 254.2                   | 3٬508٫7                 |
| المصدر #1: Dubai Meteorological Office                                |                         |                         |                         |                         |                         |                         |                         |                         |                         |                         |                         |                         |                         |
| المصدر #2: climatebase.ru (extremes, sun), NOAA (humidity, 1974–1991) |                         |                         |                         |                         |                         |                         |                         |                         |                         |                         |                         |                         |                         |

### السكان
بلغ عدد سكان إمارة دبي 3,655,000 نسمة حسب إحصاءات 2023. وأشارت الإحصائيات أن عدد الذكور بلغ 2,507,200 مليون نسمة بنسبة 69% بينما بلغ عدد الإناث 1,147,800 مليون نسمة أي 31%، أي أن التركيب العمري والنوعي لسكان إمارة دبي غير متوازن ويرجع ذلك إلى أن معظم العمالة الوافدة هي من الذكور الغير مصاحبين لأسرهم ولكن تبقى نسبة الذكور والإناث متوازنة إلى حد ما على مستوى العائلات.

#### تاريخيا
بحلول السنوات الأولى من القرن العشرين، كانت دبي تمتلك بالفعل تنوعًا سكانيًا أكثر من الشارقة أو أبو ظبي. وعلى الرغم من أن قبيلة بني ياس (الياسي) ظلت أكبر مجموعة سكانية منفردة، بحوالي 440 أسرة، إلا أن أغلبيتهم كانت هامشية نظرًا لحقيقة أن عشيرة البو مهير (المهيري) وعشيرة المزاريع (المزروعي) في دبي - على عكس نظرائهم في أبو ظبي - لم يعتبروا أنفسهم جزءًا من بني ياس. بالإضافة إلى ذلك، شمل سكان الحضر حوالي 400 أسرة عربية من أصول بحرينية وكويتية وعربستانية، وحوالي 250 أسرة من عشيرة السودان (السويدي)، و30 أسرة أحسائية، و30 أسرة من عشيرة المرر (المري)، وحوالي 10 أسر من عشيرة الشويهة (الشويهي) الفرعية من قبيلة بني كعب (الكعبي). شكلت هذه المجموعات العنصر العربي من سكان المدينة. يتكون السكان غير العرب من حوالي 250 أسرة فارسية، و200 أسرة بلوشية، وعدد من الرعايا البريطانيين الهنود.

#### اللغة
حسب الدستور الإماراتي فإن اللغة الرسمية في الدولة هي اللغة العربية ونظراً لتعدد الجنسيات المقيمة في إمارة دبي التي سيصل عددها أكثر من 200 جنسية فإن هنالك لغات أخرى متداولة مثل: اللغة الإنجليزية، اللغة الهندية، الأوردو، البنغالية، النبال، الفارسية، الروسية، التغالوغ الفلبينية، واللغات الأوروبية.

#### الدين
حسب الدستور الإماراتي فإن الدين الرسمي في الدولة هو الإسلام. وجميع المواطنين الإماراتيين -حاملي الجنسية الإماراتية- يدينون بدين الإسلام تقريباً، علماً أن غير الإماراتيين يشكلون 80% من سكان دولة الإمارات العربية المتحدة، حيث أن معظم الأجانب المتواجدين في الإمارات هم من جنوب وجنوب شرق آسيا، كما يوجد أعداد كبيرة وافدة من الشرق الأوسط وأوروبا وآسيا الوسطى ودول الاتحاد السوفييتي السابق وأمريكا الشمالية. بينما تتبع أسرتا آل نهيان وآل مكتوم الحاكمتان في الإمارات المذهب المالكي وهو أحد المذاهب الإسلامية، وتشير الإحصائيات غير رسمية في عام 2014 إلى أنَّ أكثر من 56% من سكان دبي من المسلمين، بينما كان حوالي 25% من سكان دبي من أتباع الديانة المسيحية وحوالي 16% من أتباع الديانة الهندوسية. بينما كان حوالي 2% من سكان دبي من أتباع ديانات أخرى مختلفة منها البارسيين والبهائية والسيخية. وتختلف هذه الإحصائيات عن نتائج الإحصاء السكاني للبلاد وذلك لأن الإحصاء السكاني في الإمارات لا يحتسب المواطنين المقيمين غير الإماراتيين الذين يقيمون في البلاد بشكل مؤقت.

### التقسيم الإداري

#### تابعة لإمارة دبي
| - مدينة دبي - حتا | - ديرة - بر دبي | - الخوانيج - المرموم | - جبل علي - العوير | - لهباب - الفقع | - قريطيسة - رقعة مسالي | - مرغم - مرقب |

#### مناطق دبي

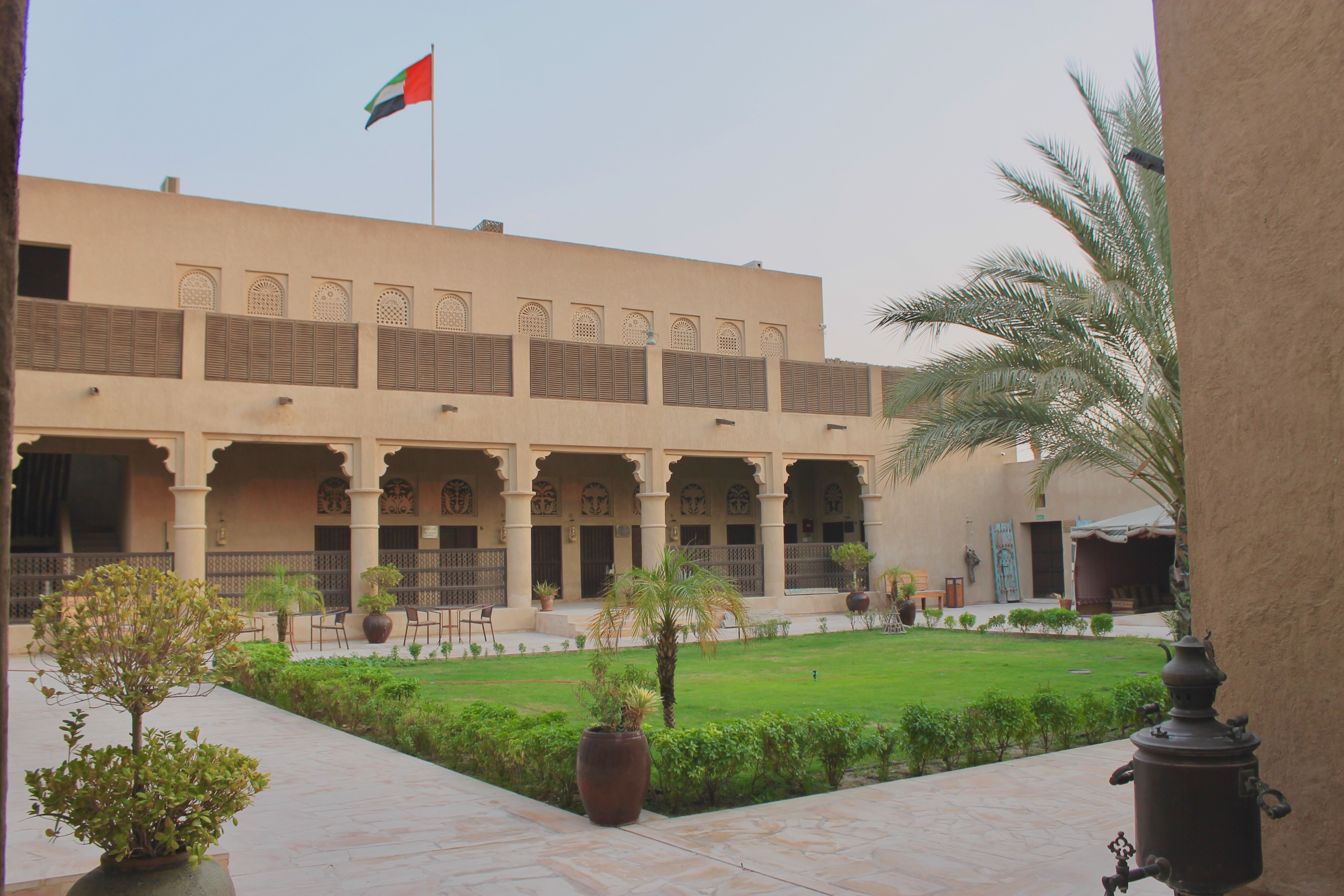
متحف الشندغة

| - زعبيل - جميرا - أم سقيم - القوز - الراشدية - جبل علي | - البرشاء - الصفوح - السطوة - الرفاعة - الراس - البطين | - الرقة - المرقبات - الممزر - الورقاء - المنخول - الخوانيج | - العوير - ند الشبا - ند الحمر - الحمرية - الكرامة - الروية | - المرموم - الليسيلي - الفقع - ند شما - مرسى دبي - الضيافة | - حتا - راس الخور - اللهباب - ورسان - الوصل - بر دبي | - مردف - القصيص - مزهر - المحيصنة - عود ميثاء - عود المطينة - وادي ميثاء | - ديرة - النهدة - سيح السلم - المرقاب - سيح الدحل - المدينة الأكاديمية | - دبي لاند - المدينة العالمية - مدينة محمد بن راشد |  |

#### أماكن تاريخية في دبي
- الشندغة
- البستكية
- قلعة الفهیدي
- قلعة نايف
- مربعة الشندغة

## المجلس التنفيذي
مدراء الدوائر والهيئات المحلية في إمارة دبي أعضاء في المجلس التنفيذي لحكومة دبي، وهو بمثابة حكومة الإمارة المحلية. برئاسة الشيخ حمدان بن محمد بن راشد آل مكتوم ولي العهد والأمين العام للمجلس عبد الله الشيباني. والدوائر التابعة له هي:
| - ديوان الحاكم - محاكم دبي - شرطة دبي | - دائرة الأراضي والأملاك - بلدية دبي - هيئة الطرق والمواصلات | - دائرة التنمية الاقتصادية - دائرة المالية - غرفة التجارة والصناعة | - القيادة العامة لشرطة دبي - هيئة الصحة - النيابة العامة - هيئة المعرفة والتنمية البشرية | - هيئة دبي للطيران المدني - دائرة السياحة والتسويق التجاري - مجلس دبي الرياضي | - هيئة تنمية المجتمع - جمارك دبي - هيئة دبي للثقافة والفنون |

## الاقتصاد
لدبي أحد أكبر الاقتصادات نموا بالمنطقة على الرغم من آثار الأزمة الإقتصادية على الإمارة ومنذ الربع الأخير لسنة 2008 بدأت الأزمة الاقتصادية العالمية تلقي بظلالها على دبي، باعتبارها الإمارة العربية الوحيدة التي تكشفت بفعل هذه الأزمة تمثلت في إيقاف العمل بالكثير من المشاريع الانمائية وتسريح بعض العمالة وركود اقتصادي واضح أدى إلى انخفاض أسعار العقار والإيجارات، الشيخ محمد بن راشد نفى رسميا ذلك ضمن موقعه على الإنترنت، غير أن المؤسسات التجارية تؤكد ذلك، ولكن بعد ثلاث سنوات من مرور الأزمة بدأت الأعمال الإنشائية في كثير من المشاريع التي كانت متوقفة، وفي عام 2011 ضربت دبي كل التوقعات عرض الحائط بشأن اقتصادها وسجلت نموا مقبولا بقيادة القطاعات الاقتصادية الحقيقية الخالية من المضاربات، حيث قاد هذا النمو كل من قطاع السياحة (مسجلا نموا ملفتا) وقطاع الأعمال والصناعات التحويلية وصناعة الألمونيوم والتجارة الخارجية، فالتقارير والإحصائيات تؤكد متانة اقتصاد دبي ومكانتها العالمية حيث ما تزال العديد من كبرى الشركات العالمية تفضل العمل في دبي وتنقل مقراتها إليها باعتبارها ملاذاً آمناً وقوة اقتصادية متينة.
دبي تطبق نظام الكفيل على الوافدين الأجانب وهو نظام يحدد حقوق الكافل والمكفول بحيث يتم تنظيم دفع الأجور وضمان حقوق العمال بأكمل وجه هو نظام قائم على كفالة مواطني دبي للوافدين حيث يخضعنهم لشروطهم المادية والمعنوية والعالمية وفي دبي لا يوجد شيء اسمه نقابات العمال إنما الحكومة المحلية تعين موظفين من قبلها لحل المشاكل العمالية وأيضا هناك مكتب لحقوق الإنسان.
تم تصنيف دبي مدينة عالمية منذ 2010 تحت ألفا+، حيث تعتبر أهميتها بعد ألفا++(نيويورك ولندن) مع سنغافورة وطوكيو وهونغ كونغ وباريس وشيكاغو وسيدني وشانغهاي.
وفي عام 2020 احتلت دبي المركز 5 ضمن قائمة المدن من فئة «ألفا +» وهي المدن من الدرجة الأولى متفوقة على باريس وطوكيو وسدني ولوس أنجلوس وتورنتو ومومباي وأمستردام.

### العقارات والأملاك
وفي سبتمبر/أيلول 2019، أمر حاكم دبي الشيخ محمد بن راشد آل مكتوم بتأسيس اللجنة العليا للتخطيط العقاري لدراسة وتقييم مشاريع البناء العقارية المستقبلية، بهدف تحقيق التوازن بين العرض والطلب، وهو ما ينظر إليه كخطوة للحد من وتيرة مشاريع البناء بعد تراجع أسعار العقارات.
لقد أدى قرار الحكومة بتنويع اقتصادها من اقتصاد يعتمد على التجارة والنفط إلى اقتصاد يعتمد على الخدمات والسياحة إلى زيادة قيمة العقارات، الأمر الذي أدى إلى ارتفاع أسعار العقارات في الفترة من 2004 إلى 2006. ومع ذلك، أظهر تقييم طويل الأجل لسوق العقارات في دبي انخفاضاً في قيمتها؛ حيث فقدت بعض العقارات ما يصل إلى 64% من قيمتها في الفترة من 2001 إلى نوفمبر/تشرين الثاني 2008. وقد أدت مشاريع التطوير العقاري الضخمة إلى بناء بعض أطول ناطحات السحاب وأكبر المشاريع في العالم مثل أبراج الإمارات، وبرج خليفة، وجزر النخيل، والفندق الأكثر تكلفة، برج العرب. شهد سوق العقارات في دبي تراجعاً كبيراً في عامي 2008 و2009 نتيجة تباطؤ المناخ الاقتصادي. وبحلول أوائل عام 2009، ساء الوضع مع الركود الكبير الذي كان له تأثير سيء للغاية على قيم العقارات والبناء والتوظيف. وكان لهذا تأثير كبير على المستثمرين العقاريين في المنطقة، حيث لم يتمكن بعضهم من تحويل الأموال من الاستثمارات التي قاموا بها في مشاريع التطوير العقاري. اعتبارًا من فبراير/شباط 2009، قُدِّرت الديون الخارجية لدبي بنحو 80 مليار دولار، على الرغم من أن هذا يمثل جزءًا ضئيلًا من الديون السيادية في جميع أنحاء العالم.
في دبي، العديد من أصحاب العقارات هم من المقيمين أو المستثمرين الحقيقيين. ومع ذلك، كشفت بيانات عام 2020 من مركز الدراسات الدفاعية المتقدمة (C4ADS) أن العديد من مالكي العقارات في المدينة إما يواجهون عقوبات دولية أو متورطين في أنشطة إجرامية. وكان البعض الآخر من المسؤولين العموميين، مع إمكانية ضئيلة لشرائها بدخولهم المعروفة. ذكر تقرير "دبي المكشوفة" أسماء 100 من القِلة الروسية والمسؤولين العموميين والأوروبيين المتورطين في غسيل الأموال. مستفيدين من افتقار دبي إلى اللوائح العقارية المناسبة، امتلك العديد من الفاسدين منزلًا بعيدًا عن منازلهم، وغسلوا أموالهم غير المشروعة، واستثمروا لتخزين ثرواتهم. وشملت أسماء بعض هذه الشخصيات المشكوك فيها دانييل كيناهان، وألكسندر بوروداي، ورومان ليابيكوف، وتيبور بوكور، ورسلان بايساروف، وميروسلاف فيبوه، وآخرين.
لسنوات، تم تصنيف دبي كمركز رئيسي لغسل الأموال غير المشروعة، في المقام الأول من خلال سوق العقارات. ونظرًا لافتقار الإمارات العربية المتحدة إلى اللوائح المناسبة ومعاهدات تسليم المجرمين مع العديد من البلدان، فقد وجد الهاربون أنها مخبأ مثالي. كشف تحقيق "دبي أونلوكد" الذي أجراه صحفيون من 75 وسيلة إعلامية، بالتنسيق مع OCCRP وE24، كيف أصبح سوق العقارات في دبي ملاذًا للمجرمين وغاسلي الأموال وأمراء المخدرات والهاربين والشخصيات السياسية المتهمة بالفساد والأفراد الخاضعين للعقوبات لإخفاء أموالهم في دبي. استند التحقيق إلى تسريبات بيانات عامي 2020 و2022، في المقام الأول من دائرة الأراضي والأملاك في دبي وشركات المرافق العامة. وقد قدر مرصد الضرائب في الاتحاد الأوروبي ومركز أبحاث الضرائب في النرويج أنه في عام 2022، بلغت قيمة الملكية الأجنبية في سوق العقارات في دبي حوالي 160 مليار دولار. حتى عام 2022، لم يكن هناك التزام على وكلاء العقارات والوسطاء والمحامين في دبي بالإبلاغ عن المعاملات النقدية أو العملات المشفرة الكبيرة للسلطات.
بعد فبراير 2022، ارتفعت أسعار العقارات في دبي بشكل كبير، حيث بدأ الروس الأثرياء في الاستثمار في العقارات في الإمارات العربية المتحدة بعد غزو أوكرانيا. منذ عام 2020، ارتفعت أسعار العقارات في دبي بنسبة 124٪. وفي الوقت نفسه، كشف مرصد الضرائب في الاتحاد الأوروبي ومركز أبحاث الضرائب في النرويج أن الروس استثمروا حوالي 6.3 مليار دولار في العقارات القائمة والمطورة في دبي، منذ عام 2022. ودفع ارتفاع أسعار العقارات المغتربين البريطانيين إلى الخروج، وأجبرهم على البحث عن عقارات خارج دبي في مدن مثل رأس الخيمة.

### السياحة
اشتهرت دبي بمهرجان دبي للتسوق التي تقام كل عام ابتداء من عام 1996، وتضم دبي الكثير من المراكز التجارية والمرافق السياحية. تصدر السياح السعوديون قائمة نزلاء المنشآت الفندقية في دبي، خلال 2011، بعد أن بلغ عددهم أكثر من 873 ألف نزيل، وحلّ النزلاء الهنود في المركز الثاني بأكثر من 702 ألف نزيل، في حين جاءت المملكة المتحدة في المركز الثالث بإجمالي عدد نزلاء بلغ 643 ألفاً، ليحل النزلاء من كل من إيران وأميركا في المركزين الرابع والخامس بنحو 476 و462 ألفاً لكل منهما على التوالي.
وبحسب بيانات لدائرة السياحة والتسويق التجاري في دبي، بلغ إجمالي عدد زوار دبي 14.2 مليون زائر في 2015، من دول مجلس التعاون الخليجي إلى دبي 3.3 ملايين زائر، في حين بلغ عدد النزلاء الآسيويين (باستثناء شبه القارة الهندية) 1.2 مليون زائر، ومن دول غرب أوروبا ثلاثة ملايين زائر، ومنطقة روسيا والبلطيق 510 آلاف، ومن الأمريكيتين مليون زائر، ومن أستراليا ومنطقة الباسفيك 222 ألف نزيل. وقد استقبلت دبي 18.72 مليون سائح دولي بين شهري يناير وديسمبر 2024

## الثقافة

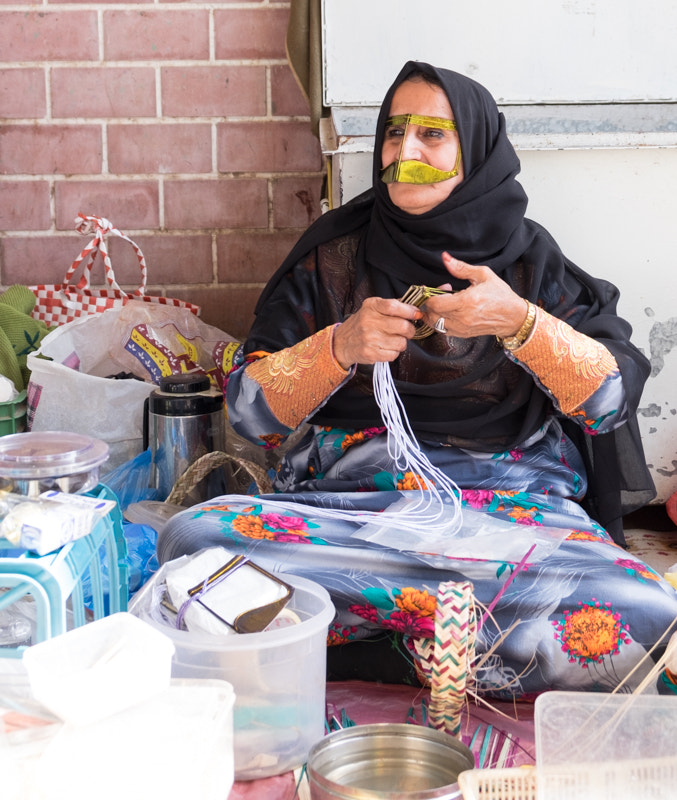
البرقع الإماراتي

### الزي الرسمي
الزي الوطني للرجال في الإمارات مكون من الكندورة العربية أم طربوشة التي تميز الرجل الإماراتي عن باقي رجال الخليج ذلك الثوب الأبيض الطويل، والغترة المستخدمة لتغطية الرأس والعقال الأسود المصنوع من الصوف.
يطلق على العباءة التي يرتديها الرجل العربي اسم «البشت». أما العباءة التي ترتديها المرأة فتسمى عباءة وترتدي معها شيلة وهما من الحرير الأسود وتصاحبها البرقع الإماراتي وهو عبارة عن قناع من قطعة قماش صغيرة ذو لمعة ذهبية اللون، ويستورد من الهند وهو مخصص لصنع البرقع الإماراتي الذي يغطي وجه المرأة الإماراتي المتزوجة ليبدي حسنها وجمال عينيها الأنف والفم والجبهة ويسمى بالبرقع وهو معروف لدى أهل الإمارات وأهل قطر فقط، أما الخمار الذي يصنع من القماش الأسود والذي انتشر لدى أهل شبة الجزيرة العربية وأصبح دخيلاً على شعب الإمارات فهو منذ العصر الإسلامي الأول وكانت الفتاة التي لم تتزوج تغطي وجهها بالشيلة التي تسمى (بالقشوة) وإلى ذلك كانت المرأة تلبس السويعية وهي من أفخم أنواع العبايات ولا تلبسها بنات التجار أو الشيوخ، وهناك الثوب الميزع ذو الألوان الزاهية الذي يميز المرأة الإماراتية عن سواها من أهل الخليج وتتميز أزياء النساء في الإمارات والخليجيات عموماً بالألوان الزاهية المتعددة إلا أن ملابس البدوية تتميز باللون الأسود والبساطة الشديدة التي تناسب الصحراء ويتكون اللباس عادة من الكندورة والثوب والشيلة والسروال والبرقع والعباءة ومن أهم أنواع القماش الذي كان يستعمل في الكندورة والأثواب والسراويل صالحني وهو قماش مخطط بخط واحد رفيع أو خطين، وسلطاني وهو مخطط للكنادير والسراويل، وهناك أقمشة أخرى تسمى ميزع وبوطيرة، ووبوجاجو وحريرمته وحرير بوطيرة وغيرها.
وكانت المرأة الإماراتية تتزين بالذهب واللؤلؤ البحريني فمن حلي ومجوهرات المرأة (السيتمي والمرتعشة وحيل بو خمس خواتم، الفتخ وهو خاتم يوضع في إصبع الإبهام للقدم، والنقلس، وحيل أبو الشوك والشغاب والحزام وحيل أبو شوك وخواتم أبو مينة).

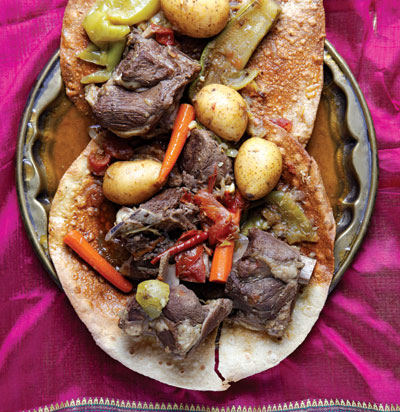
الثريد

### المطبخ
لدى دبي ودولة الإمارات بشكل عام الكثير من المأكولات الشعبية التي كانت تحضر في الماضي بأطعمة غذائية بسيطة لوجود الفقر في العالم، وما زالت تحضر حتى اليوم ولكن مع إضافات بسيطة في الأطعمة ومنها الهريس، البثيث، الثريد، والعرسية والكثير من الأكلات الشعبية.

## البنية التحتية

### التعليم
لا يختلف النظام الدراسي في دبي عن باقي مناطق الإمارات العربية المتحدة. فيوجد فيها حوالي 79 مدرسة عامة حسب عام 2009، والتي تديرها وزارة التربية والتعليم التي تخدم المواطنين والوافدين من الشعب العربي، فضلا عن 145 مدرسة خاصة. وسيلة التعليم في المدارس الرسمية هي اللغة العربية مع التركيز على اللغة الإنجليزية كلغة ثانية.
وقد وصل عدد المدارس الخاصة في دبي إلى 220 مدرسةفي العام الدراسي 2023 - 2024

#### المدارس القديمة
- المدرسة الأحمدية
- المدرسة السالمية
- مدرسة السعادة
- مدرسة الفلاح

### الرياضة
في دبي ستة أندية رياضية:
- نادي الوصل في بر دبي
- نادي النصر في بر دبي
- نادي الشباب في ديرة
- النادي الأهلي في ديرة
- نادي دبي في العوير
- نادي حتا في حتا

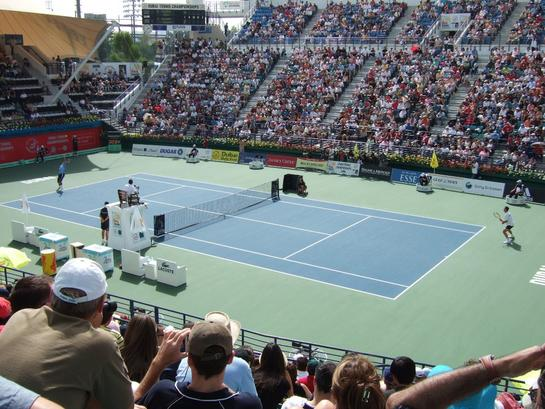
ملعب دبي لكرة المضرب

كما يوجد نادي لرياضة العقل نادي دبي للشطرنج والثقافة في الممزر

### النقل والمواصلات

#### النقل البري

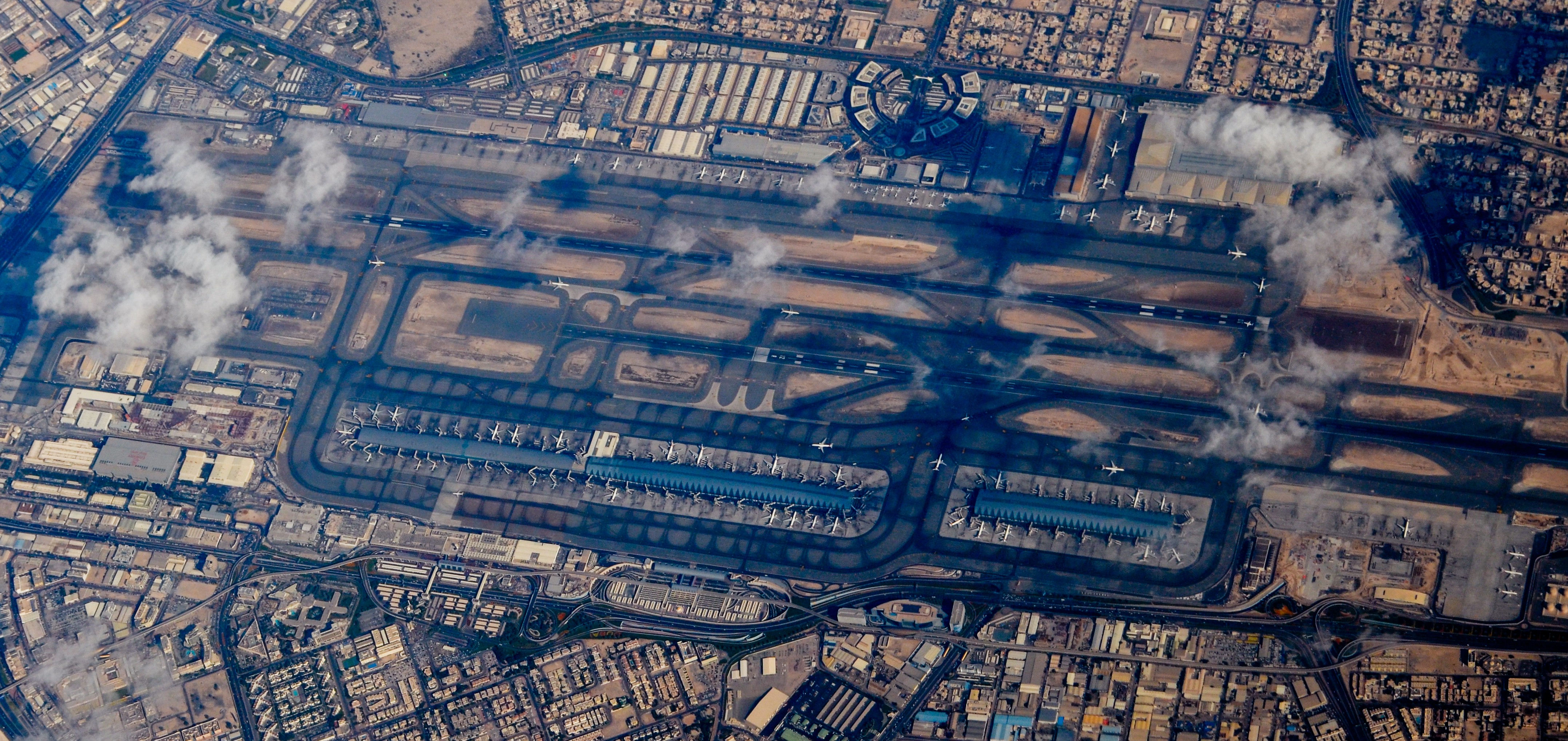
مطار دبي الدولي

تتميز دبي بوجود شبكة مواصلات برية ضخمة متمثلة في طرق سريعة والتي تعد من الطرق الأعرض في العالم وكذلك تربط بين أجزاء دبي شبكة جسور وأنفاق داخلة وخارجية وعلى ضفتي الخور بنيت وفق أحدث المعايير العالمية إضافة إلى أسطول ضخم من الحافلات المتطورة والتاكسي.
أهم الشوارع في دبي :
شارع الاتحاد - سريع - (من أوائل الشوارع التي تربط دبي بالشارقة)
شارع الشيخ زايد - سريع - (يربط دبي بأبو ظبي، ويمتاز بوجود عدة مشاريع عليه واصطفاف ناطحات السحاب عليه)
شارع الإمارات - سريع - (الذي يربط دبي بالشارقة وأبو ظبي، وهو يعتبر من الشوارع التي ستشهد قفزات في المشاريع العمرانية)
أهم الجسور والأنفاق:

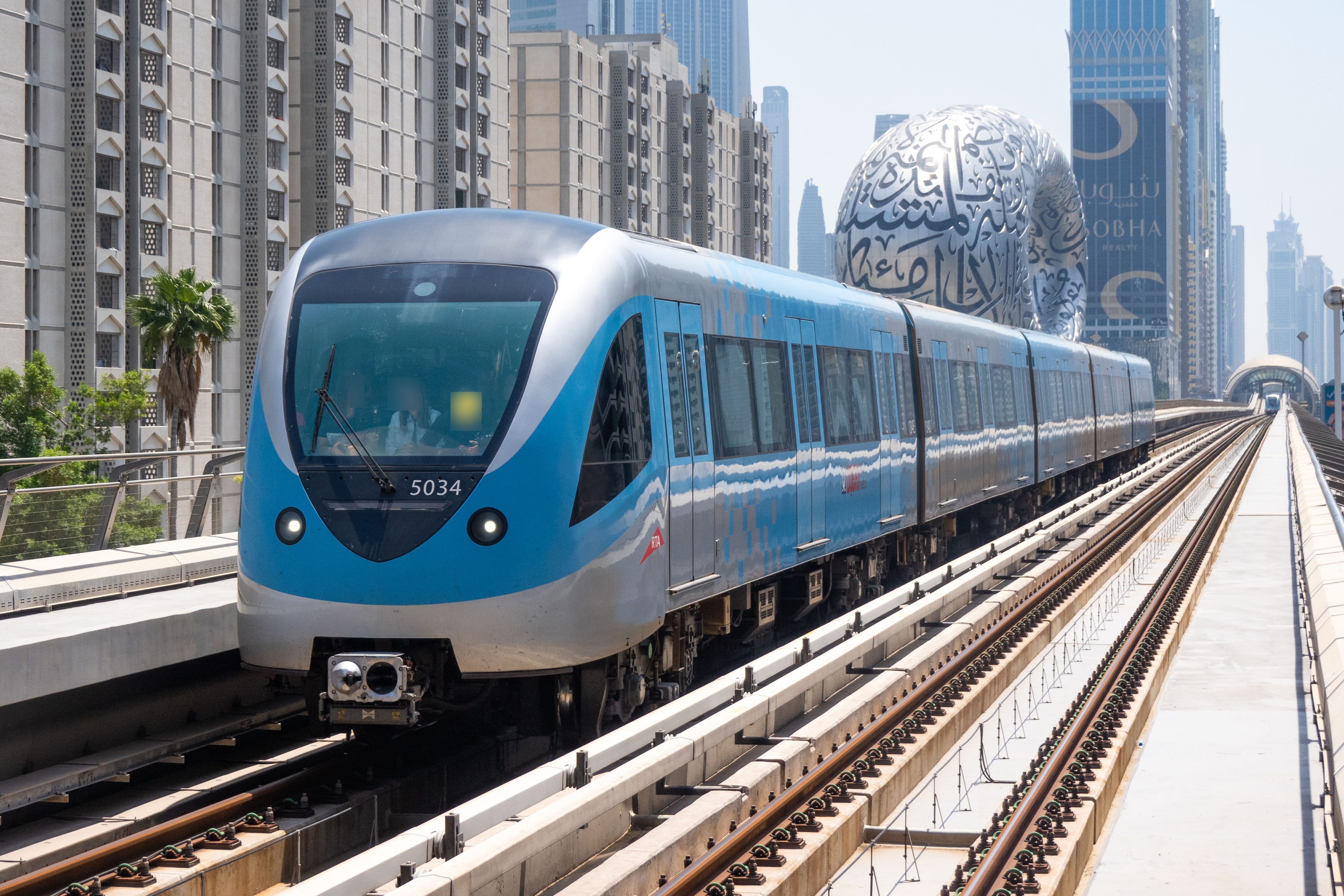
مترو دبي

- نفق الشندغة (وهو نفق يربط ديرة ببر دبي، وهو أول نفق في دبي، وتم إنشاؤه تحت مياه الخور)
- جسر آل مكتوم (وهو جسر يربط ديرة ببر دبي، وهو أول جسر في دبي، وتم إنشاؤه بين ضفتي الخور)
- جسر القرهود (وهو جسر بين ضفتي الخور، ويعتبر من الطرق السريعة المكملة لشارع الشيخ زايد)
- الجسر العائم (وهو جسر يطفو على مياه خور دبي، ويعد الأول من نوعه في الشرق الأوسط وشمال أفريقيا)
- معبر الخليج التجاري (على الخور ويؤدي إلى منطقة الأعمال الرئيسية في دبي)

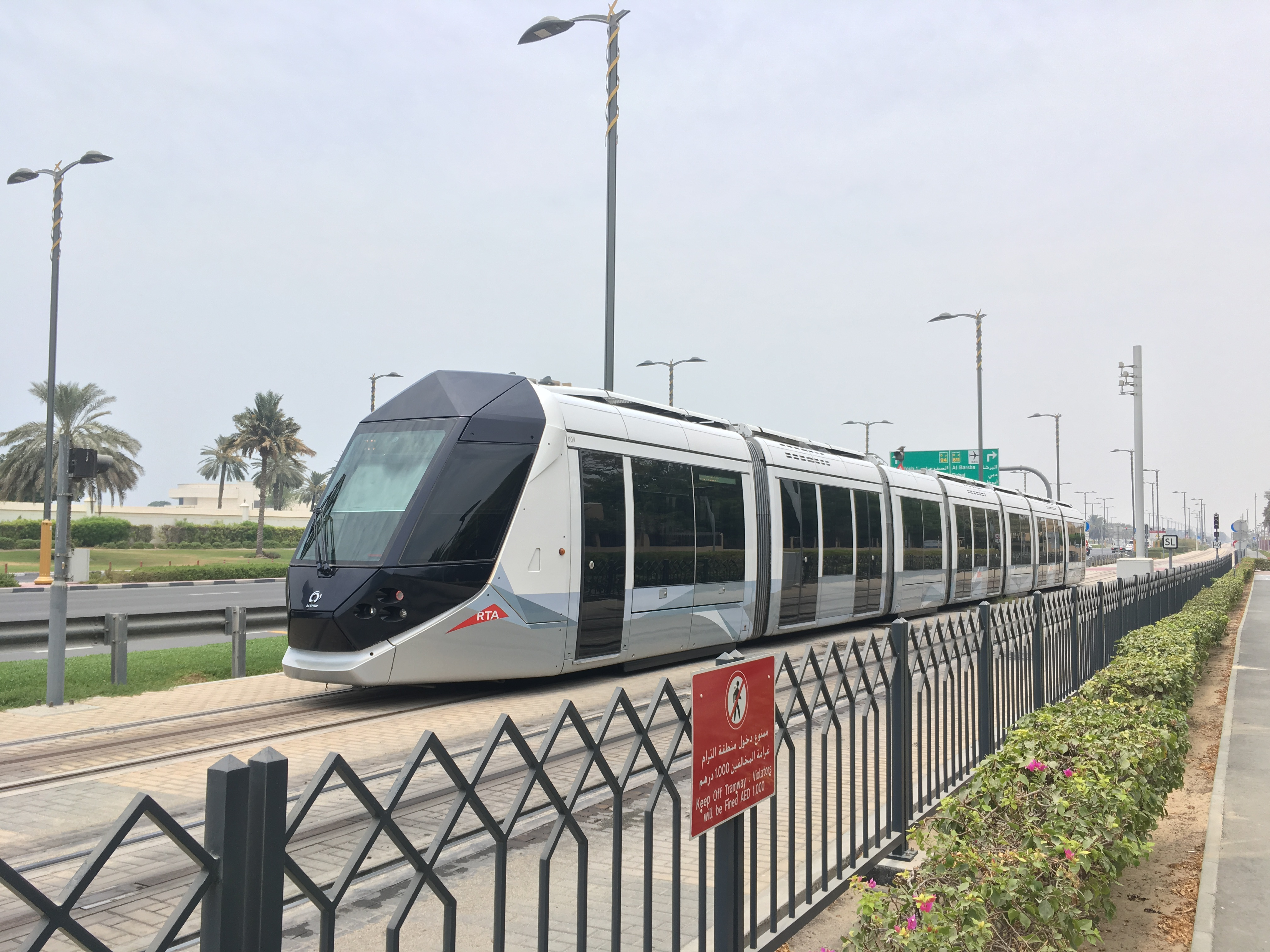
ترام دبي

- ترام دبيالجسر المعلق (وهو جسر يتم إنشاؤه في دبي ويعتبر أطول جسر معلق في العالم ويربط بين ضفتي رأس الخور ودار الأوبرا، ويضم مساراً للمترو)
- نفق المطار (وهو نفق يمر تحت مطار دبي ويعد من أطول الأنفاق وأعرضها في المنطقة)

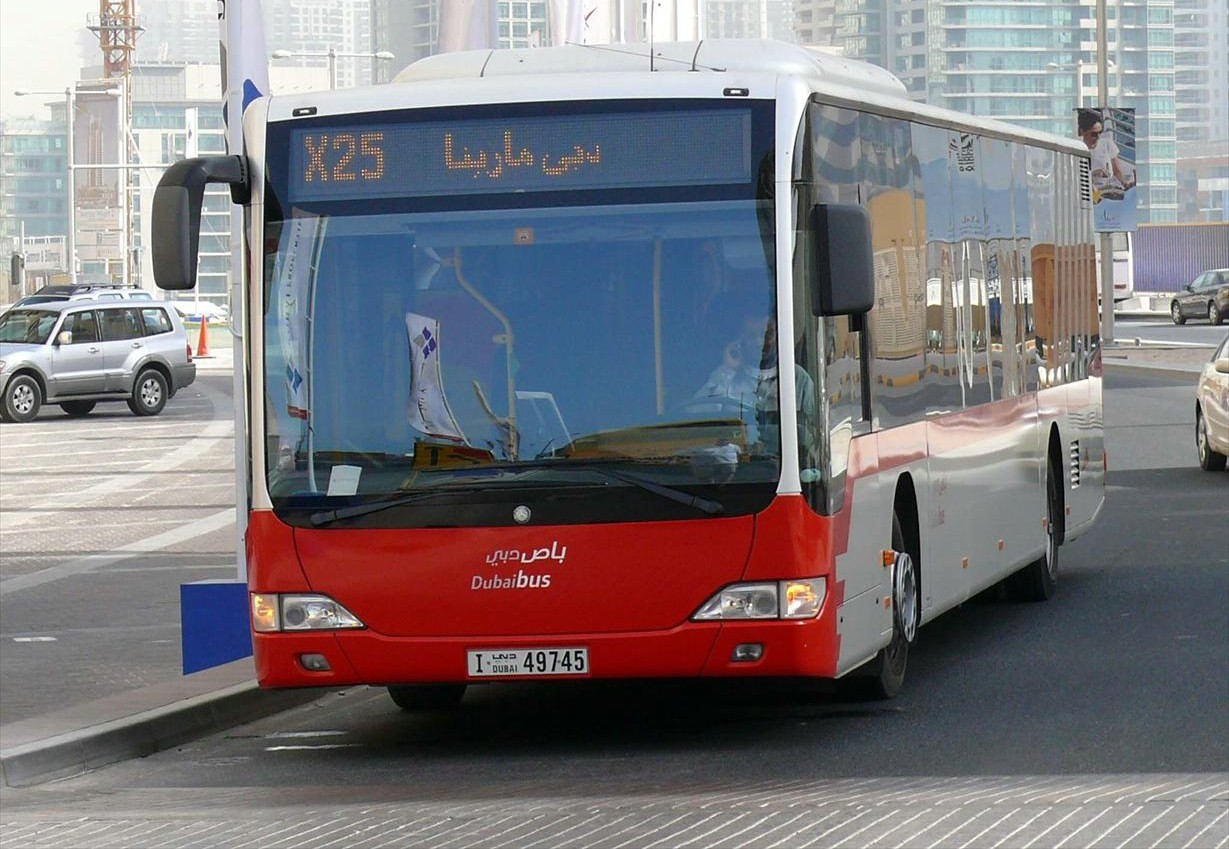
حافلة في مرسى دبي

- جسور تقاطعات شارع الشيخ زايد
- الجسور العملاقة لجزيرة نخلة ديرة
- مترو دبي
- ترام دبي

#### النقل الجوي
شيّدت دبي منذ ما يقارب 40 سنة مطارا صغيرا آنذاك، ولكن مع تطور الإمارة السريع والمطرد، توسع مطارها الحالي ليصبح من بين الأكبر في العالم، وفي عام 2009 افتتحت دبي المرحلة الأولى من أكبر مطار في العالم وهو جزء من مشروع متكامل وهو ((دبي وورلد سينترال))، كذلك تمتلك دبي أكبر شركة طيران في العالم وهي طيران الإمارات، إضافة إلى شركة فلاي دبي الاقتصادية.

#### السكك الحديدية
تم افتتاح أول شبكة مترو في إمارة دبي يوم 9 سبتمبر 2009 واعتمد على أكثر من 50 محطة وهو الأول من نوعه في المنطقة. وبعد سنتين من افتتاح الخط الأحمر، افتتح الخط الأخضر. ويعتبر مترو دبي أطول مترو أوتوماتيكي في العالم، ويعمل من دون سائق، وهو صديق للبيئة حيث أنه كهربائي بالكامل.
يوجد أماكن خاصة للنساء والأطفال فقط، وفيه أيضا أماكن مخصصة لذوي الاحتياجات الخاصة.

#### النقل البحري

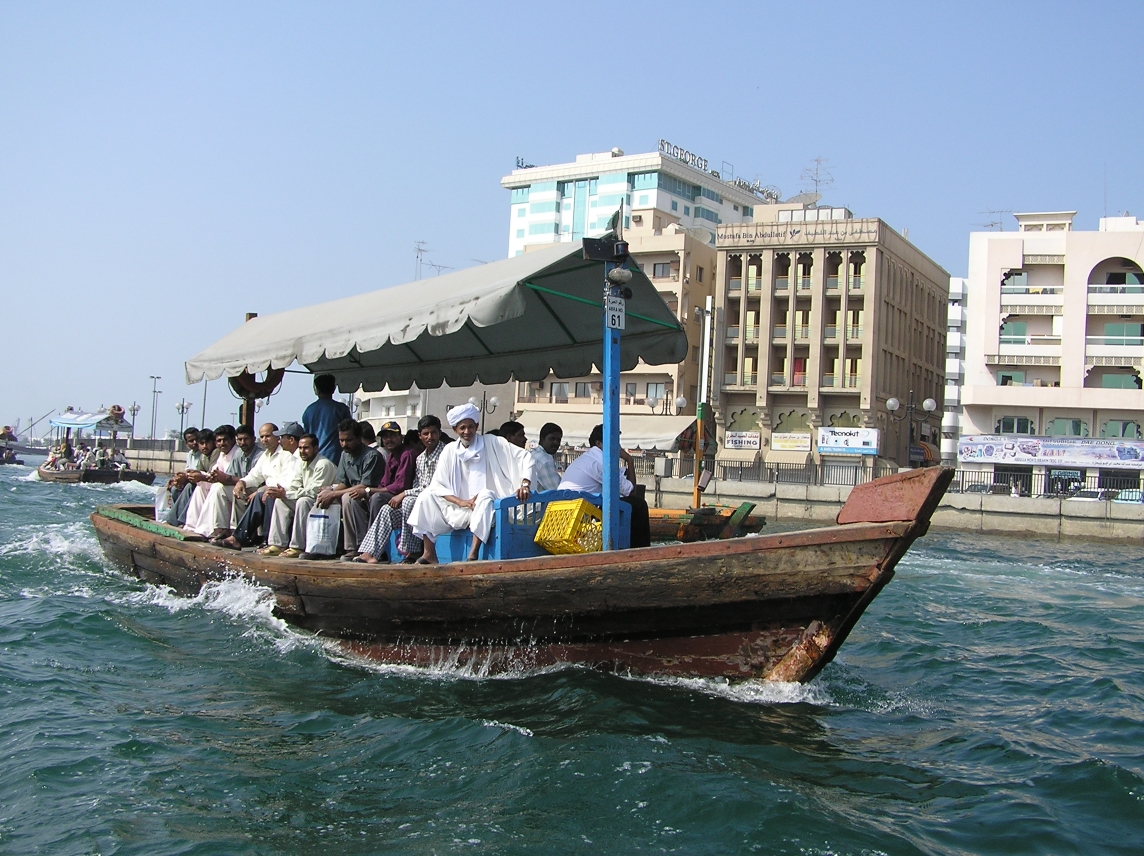
القارب التقليدي في دبي بين ديرا وبر دبي

تتميز دبي باللسان المائي الداخل إلى اليابس والمسمى بخور دبي، كان الناس سابقا ينتقلون بين ضفتي الخور بالسباحة أو المشي عند انخفاض منسوب الماء قبل توسعة الخور، وبعد توسعة الخور تم إضافة العبرة (قارب صغير) ليتمكن الناس من التنقل بين ضفتي الخور.
في السنوات القليلة الماضية تم إضافة طرق أحدث للنقل البحري في دبي فقد تم إطلاق الباص المائي، وحاليا تم إطلاق التاكسي المائي وفيري دبي.

### مشاريع
تشهد دبي مشاريع عديدة منها:

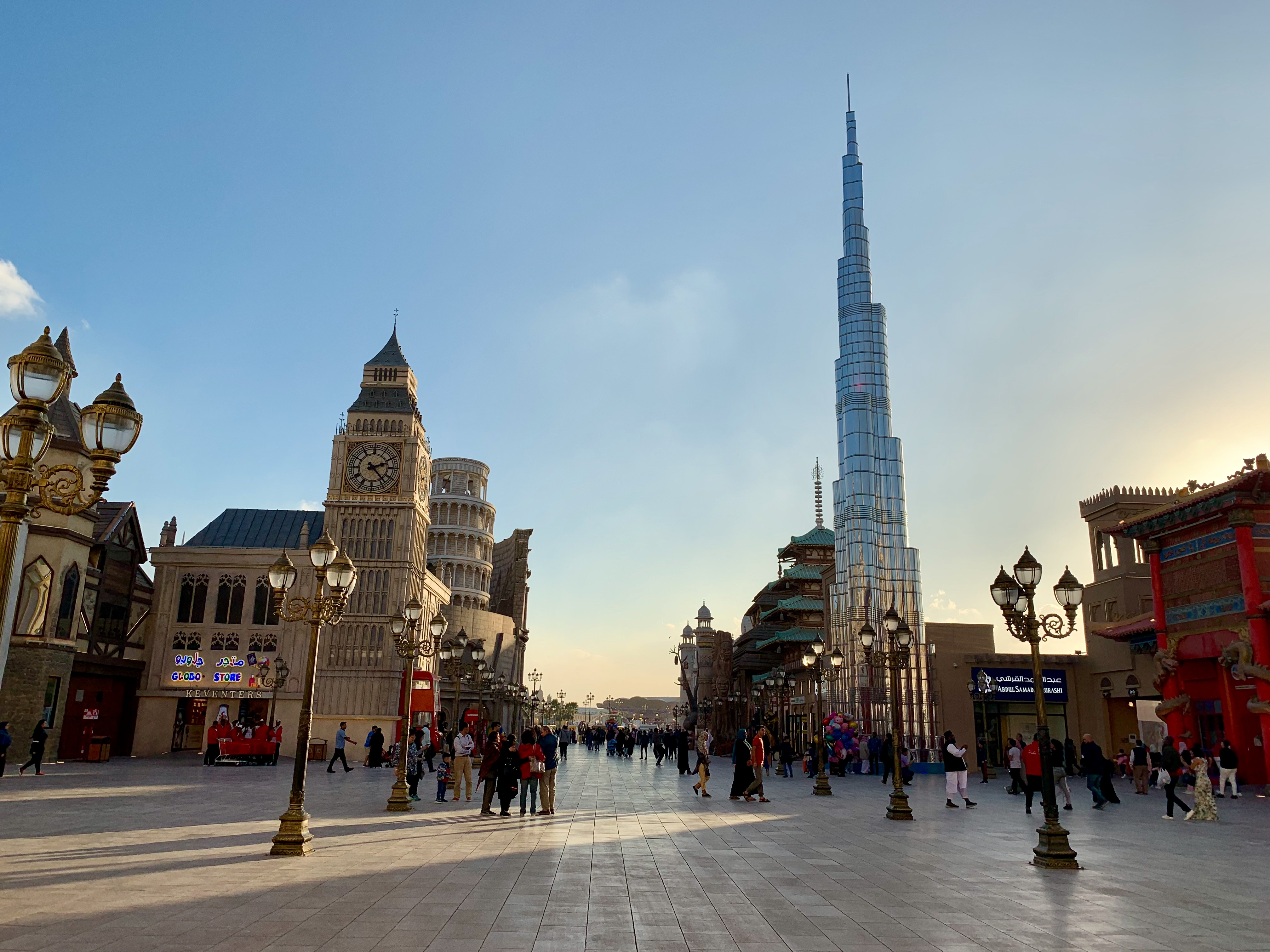
القرية العالمية في دبي

- برج خليفة تم افتتاحه في 4 يناير 2010
- دبي لاند
- مشروع الخليج التجاري

## أهم إنجازات مدينة دبي
- في عام 2025 حافظت دبي، على ريادتها في صدارة مؤشر نظافة المدينة وفق مؤشر قوة المدن العالمية، الصادر عن معهد الاستراتيجيات الحضرية – مؤسسة «موري ميموريال» لمدة 5 سنوات متتالية [46]
- في عام 2024 احتلت دبي المرتبة الخامسة في لائحة المدن الأكثر أمانا في العالم.[45]
- جاءت دبي في المركز الثاني كأفضل المدن الصالحة للعيش في الشرق الأوسط وأفريقيا، وفقا لمؤشر قابلية العيش العالمي لوحدة استخبارات الإكونوميست "EIU" لعام 2024.[45]

## العلاقات الدولية

### بلدات توأم ومدن شقيقة
توأمة دبي مع المدن التالية:
- برشلونة، إسبانيا (2006)[48]
- بيروت، لبنان[49][هل يوثق بهذا المصدر؟]
- بوسان، كوريا الجنوبية (2006)[50]
- ديترويت، ميشيغان، الولايات المتحدة (2003)[51]
- فرانكفورت، ألمانيا، كمدينة صديقة منذ عام 2005[52]
- غولد كوست، أستراليا (2001)[53]
- شانغهاي، الصين (2009)[54]
- إسطنبول، تركيا (1997)[55]
- بادانغ، إندونيسيا (2015)[56]

## معرض صور

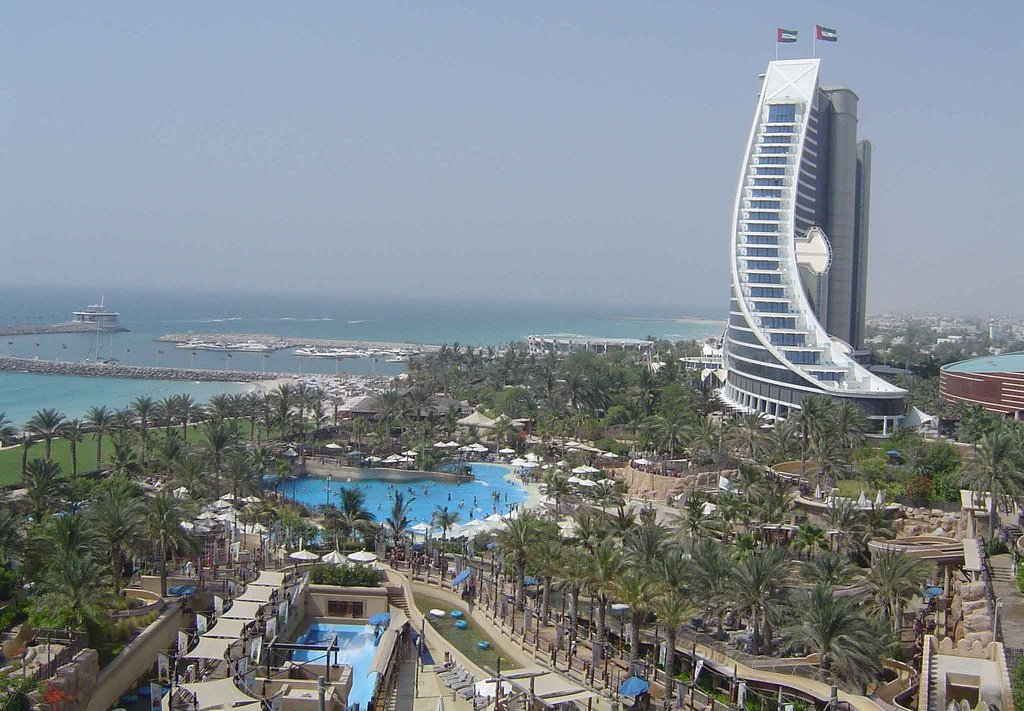
شاطئ جميرا
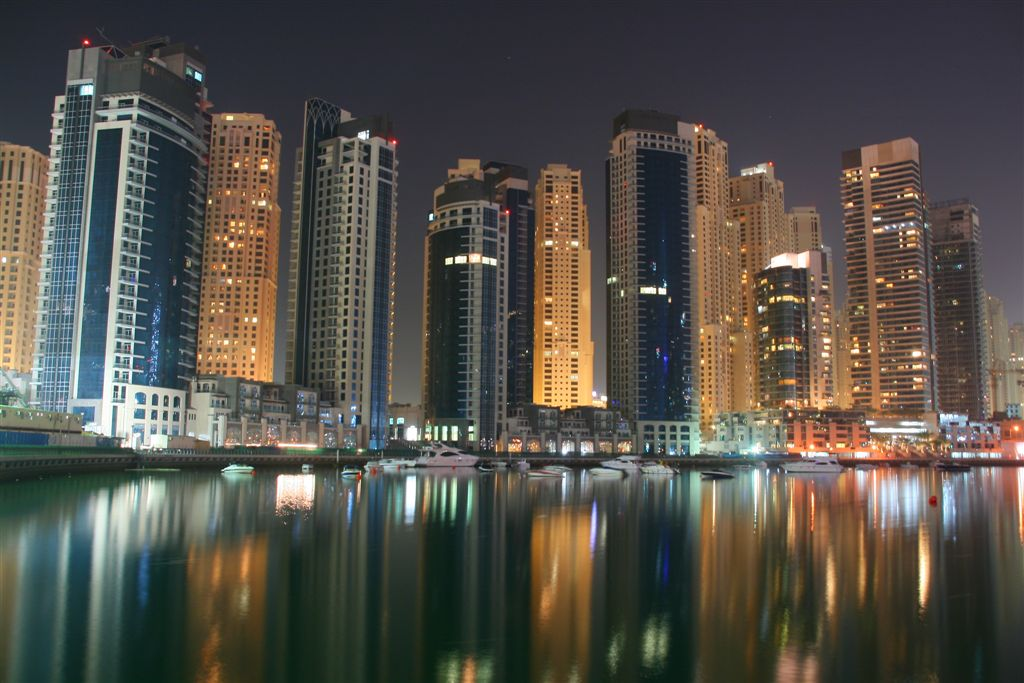
مرسى دبي ليلاً
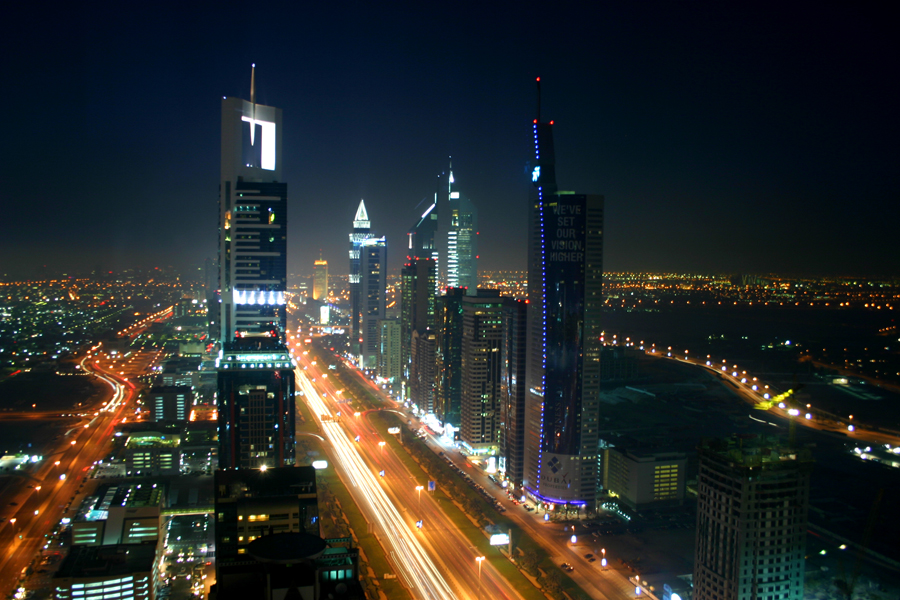
أفق دبي ليلاً
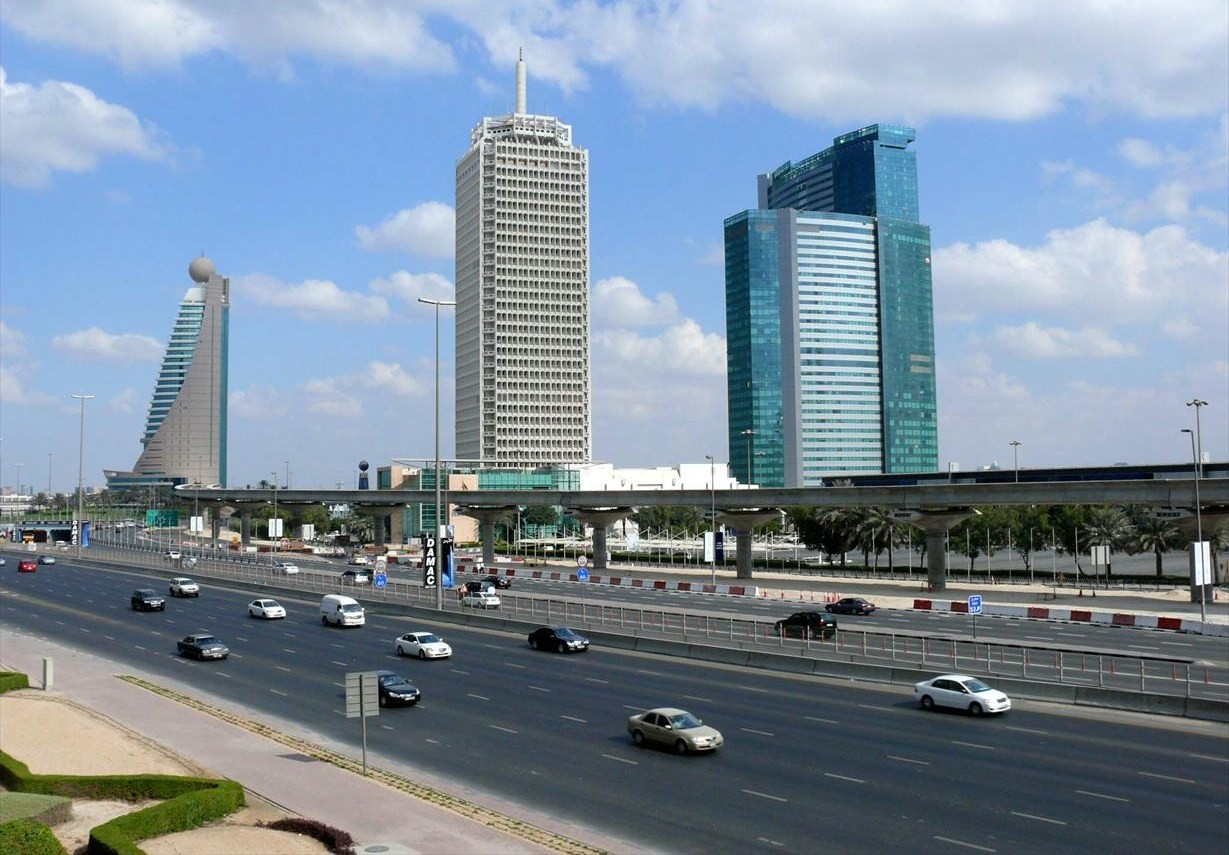
مركز التجارة العالمي دبي
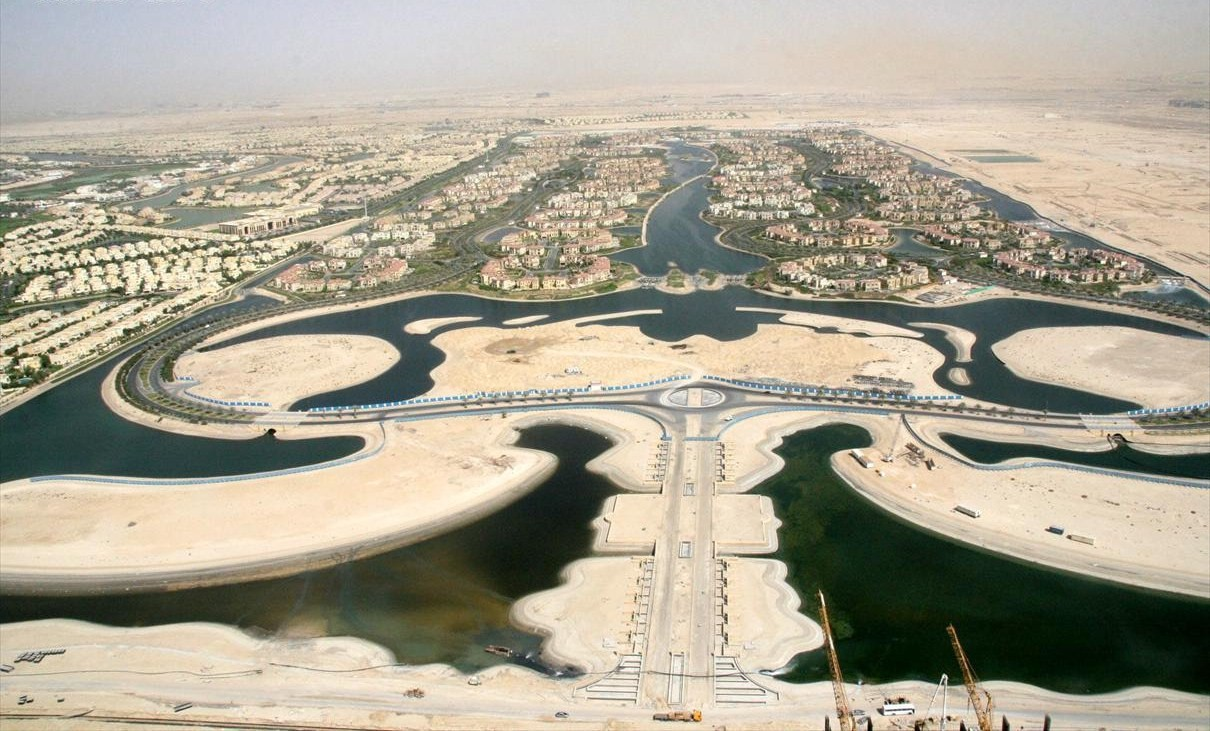
جزر الجميرة من أعلى برج الماس
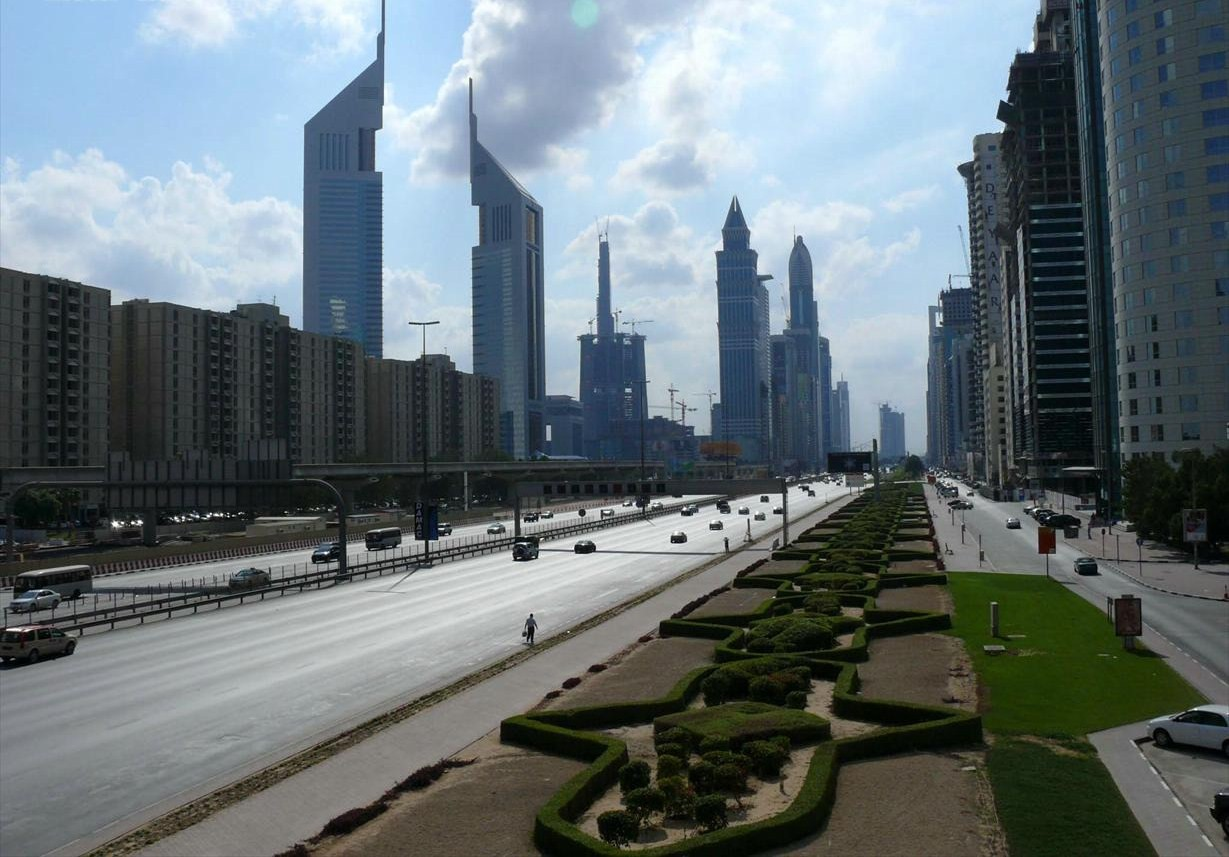
شارع الشيخ زايد أو طريق إ11
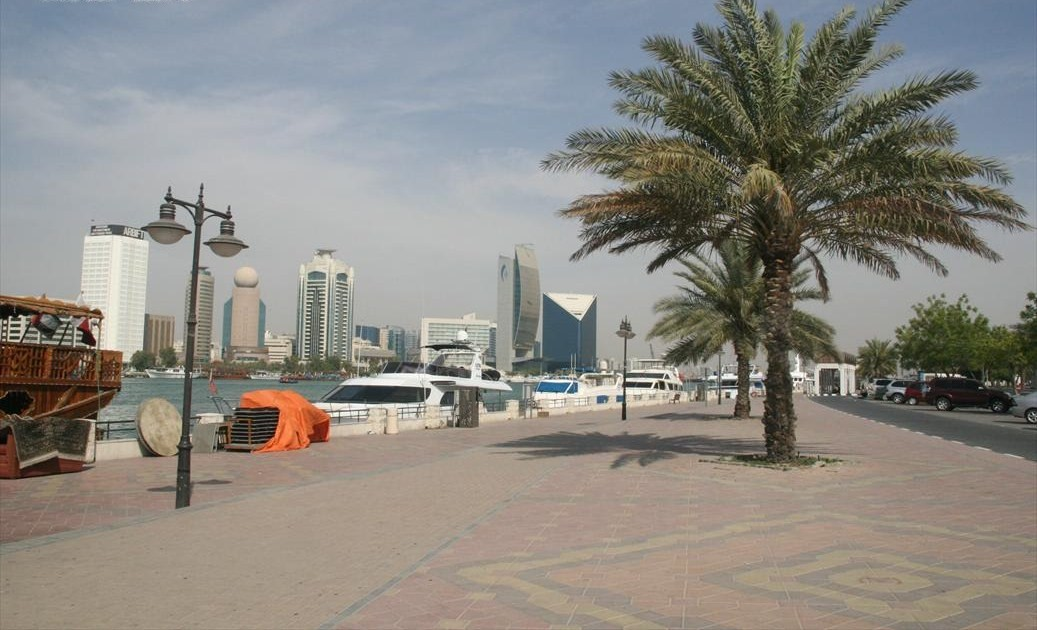
بر دبيمشهد لوسط مدينة دبي في المساء
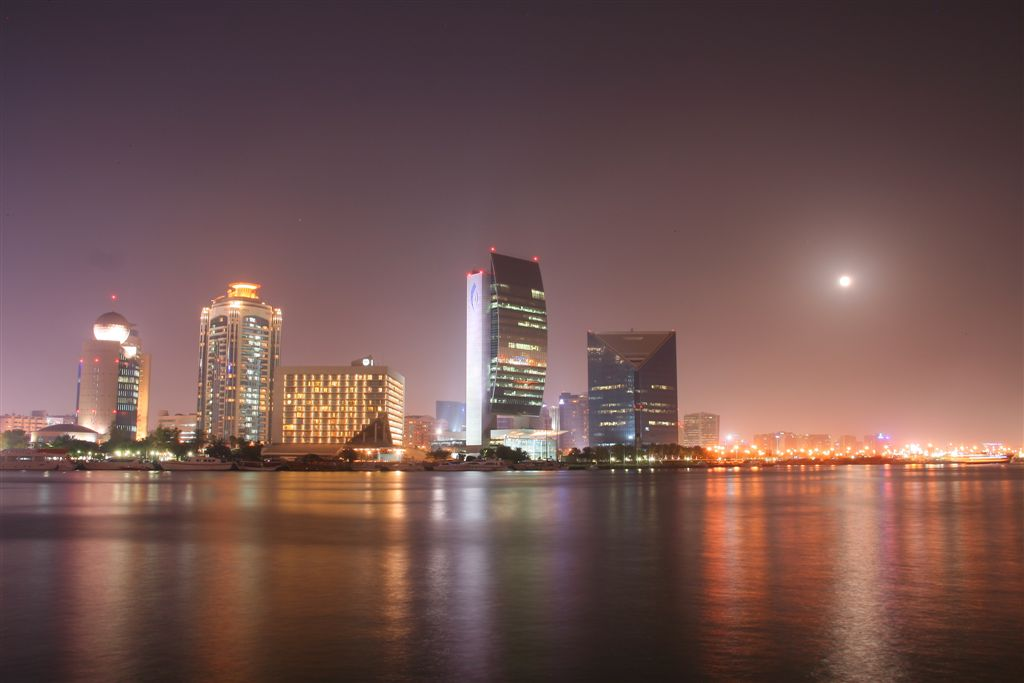
ديرا ليلا
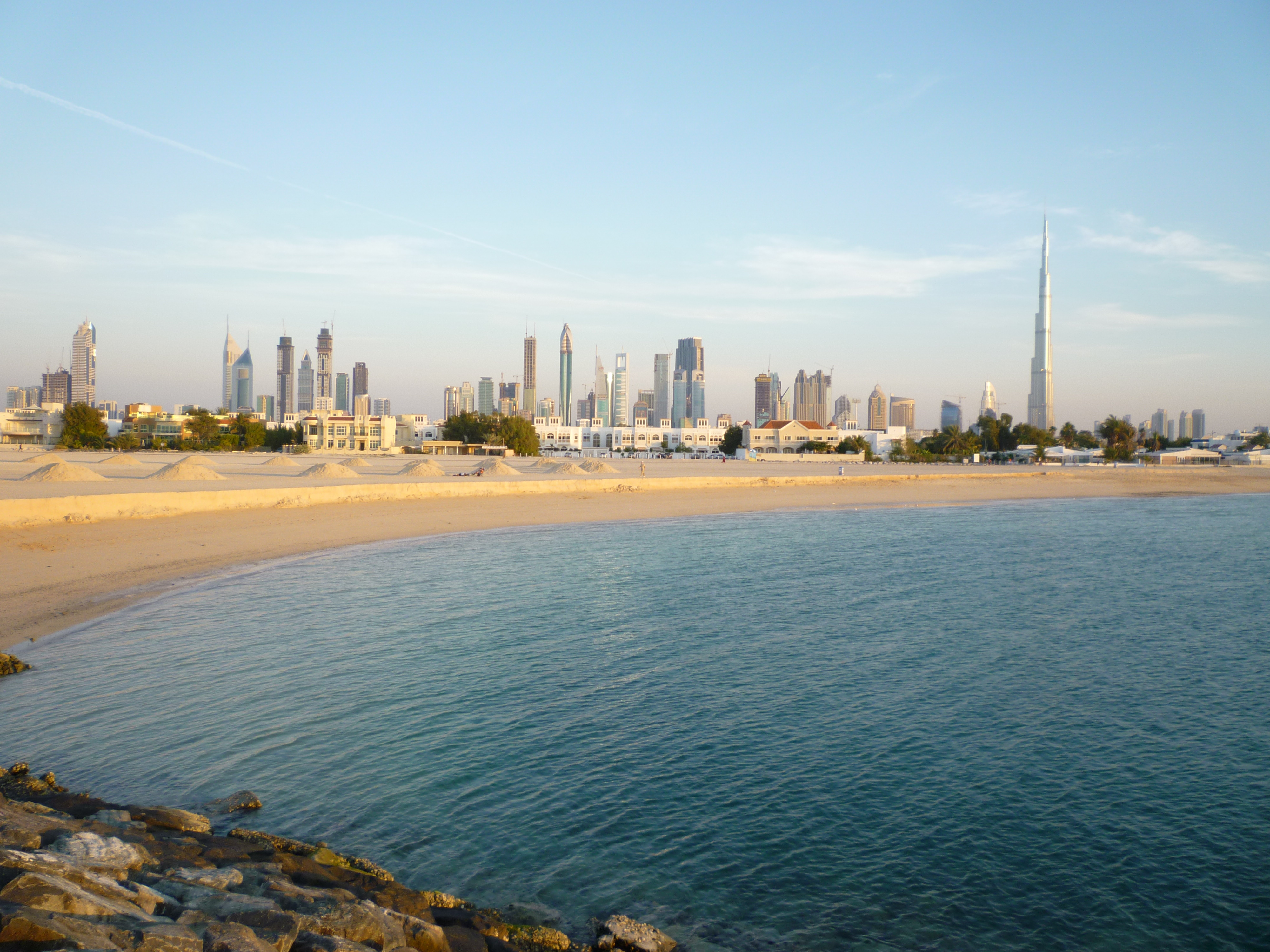
أفق دبي (2010)
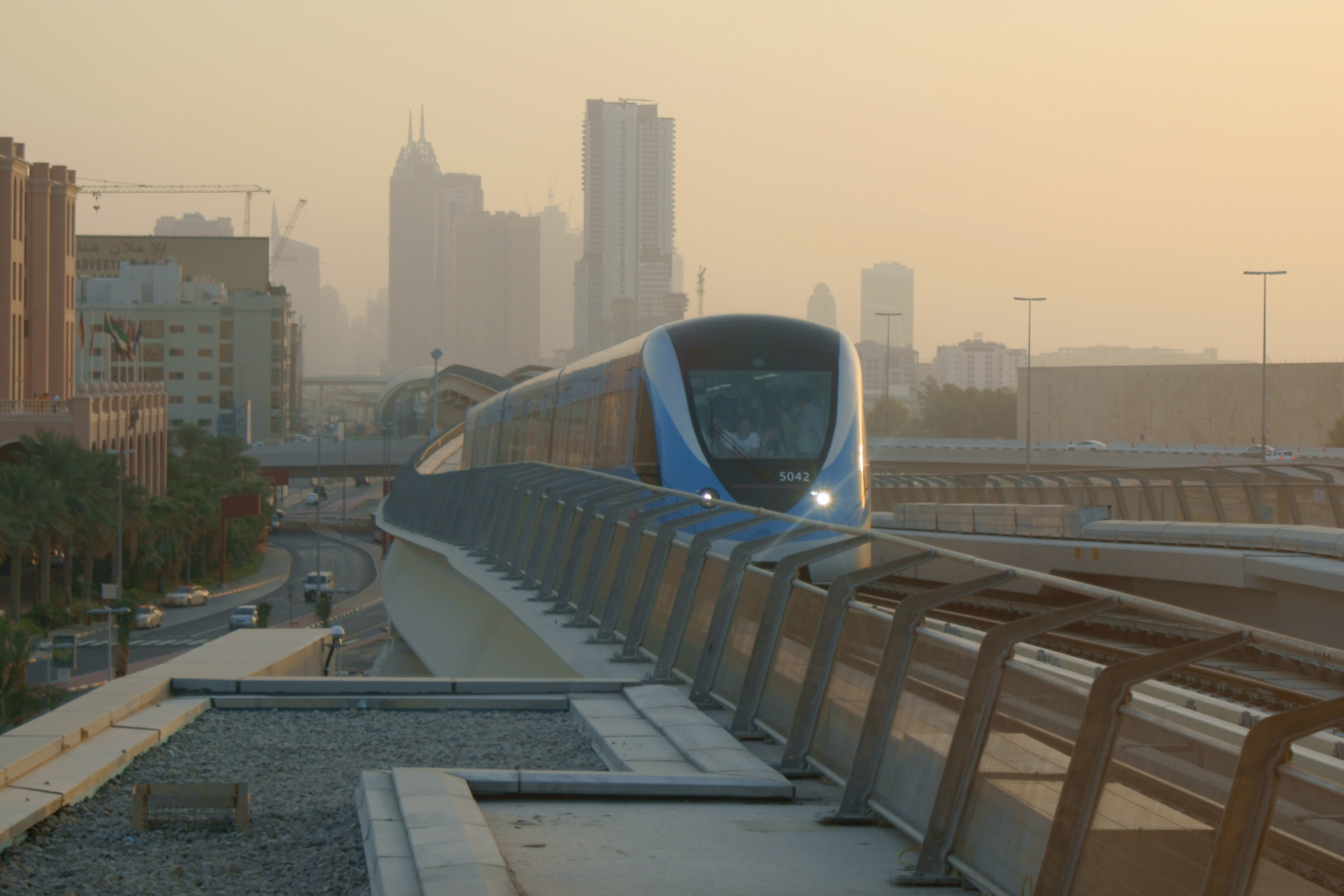
مترو
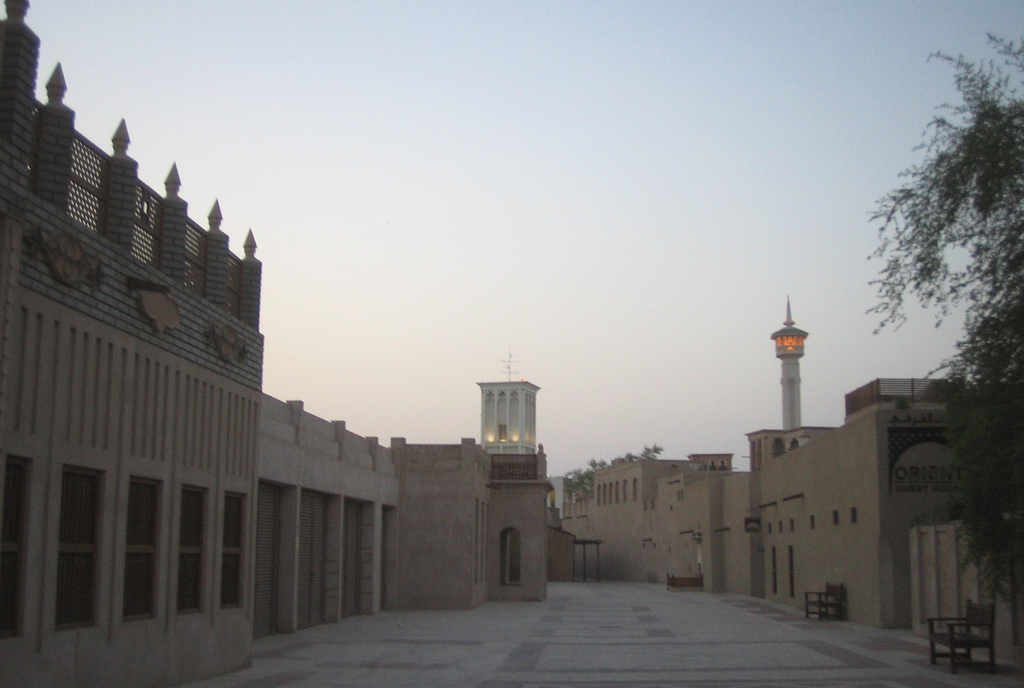
حي البستكية التاريخي في إمارة دبي
حي البستكية التاريخي في إمارة دبي
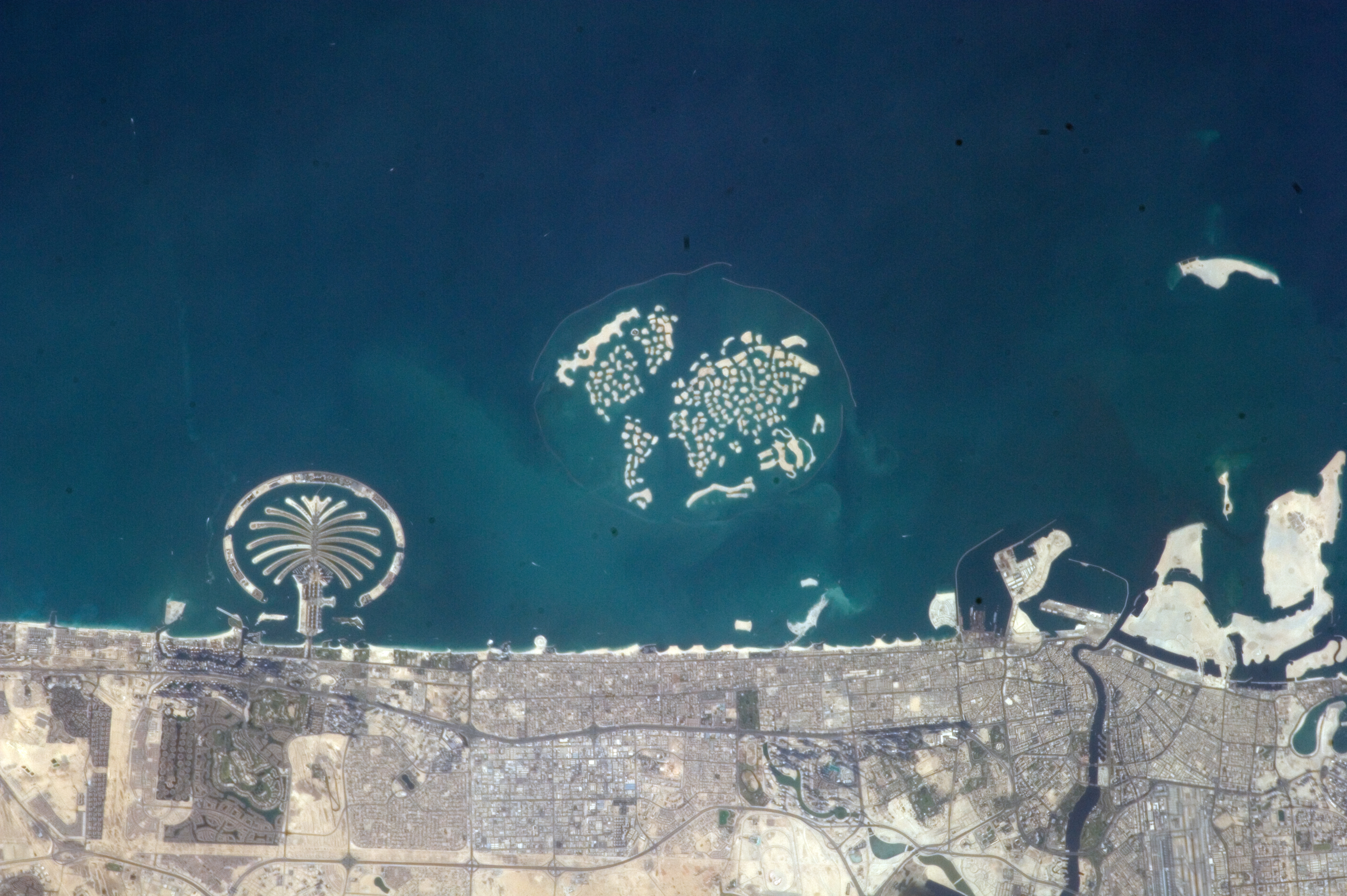
صورة فضائية لإمارة دبي

## وصلات خارجية
- علم عرب ومجلت ميدا - المجموعة الكاملة للمشاريع المعمارية في دبي
- dubai.ae - حكومة دبي
- sheikhmohammed.ae - موقع محمد بن راشد آل مكتوم، حاكم دبي
- Mohammed bin Rashid Al MAktoum Foundation - مؤسسة محمد بن راشد آل مكتوم
- dm.gov.ae - بلدية دبي
- www.visitdubai.com - دائرة السياحة والتسويق التجاري